# Llefià
Llefià es un barrio del municipio de Badalona (Barcelona, España), situado en el extremo sudoeste de la ciudad. Se divide, a su vez, en tres barriadas: Sant Antoni de Llefià, Sant Joan de Llefià y Sant Mori de Llefià. Limita con las ciudades vecinas de San Adrián del Besós y Santa Coloma de Gramanet y con los barrios badaloneses de La Salud, San Roque y Artigas. Tiene una extensión de 0,93 km².

## Historia
La primera referencia documentada data de 1012 cuando encontramos una donación de tierras en Nimphianus, topónimo que en escritos posteriores del mismo siglo XI aparecería como Niphiano, Liphiano y Liphian, dando lugar este último a la actual voz Llefià.
Una de las vías más antiguas de Badalona era la que atravesaba toda la zona de campos de cultivo que durante mucho tiempo fue Llefiá: la carretera de Valencia. Era esta un camino con árboles a ambos lados que tras pasar por Llefiá vadeaba el río Besós y llegaba hasta las puertas de Barcelona para continuar después hacia el sur hasta Valencia. Al mismo pie de la carretera se alzaba la torre del hospital, una edificación hoy desaparecida que era propiedad del Hospital de la Santa Cruz y San Pablo de Barcelona.
En una descripción de 1878 se habla de Llefià en estos términos: «Tiene 30 casas con 129 personas en comunión, el terreno es hermosísimo, como que es todo él de huerta, cuando les fecunda el río Besós».
Hasta el año 1923, la única edificación notable era Torre Mena, casa colonial construida en 1880 sobre las ruinas de otra más antigua, la masía de Can Mena, que fue propiedad de Pedro Jerónimo de Mena, administrador general de las Rentas Reales de Mallorca. La masía estaba rodeada de campos de cultivo, principalmente viñas. En la parte más alta el paisaje cambiaba de forma radical y se tornaba agreste, abundando los bosques de pinos. Más modernamente, en esta finca estuvo ubicada una antena de Radio Miramar.

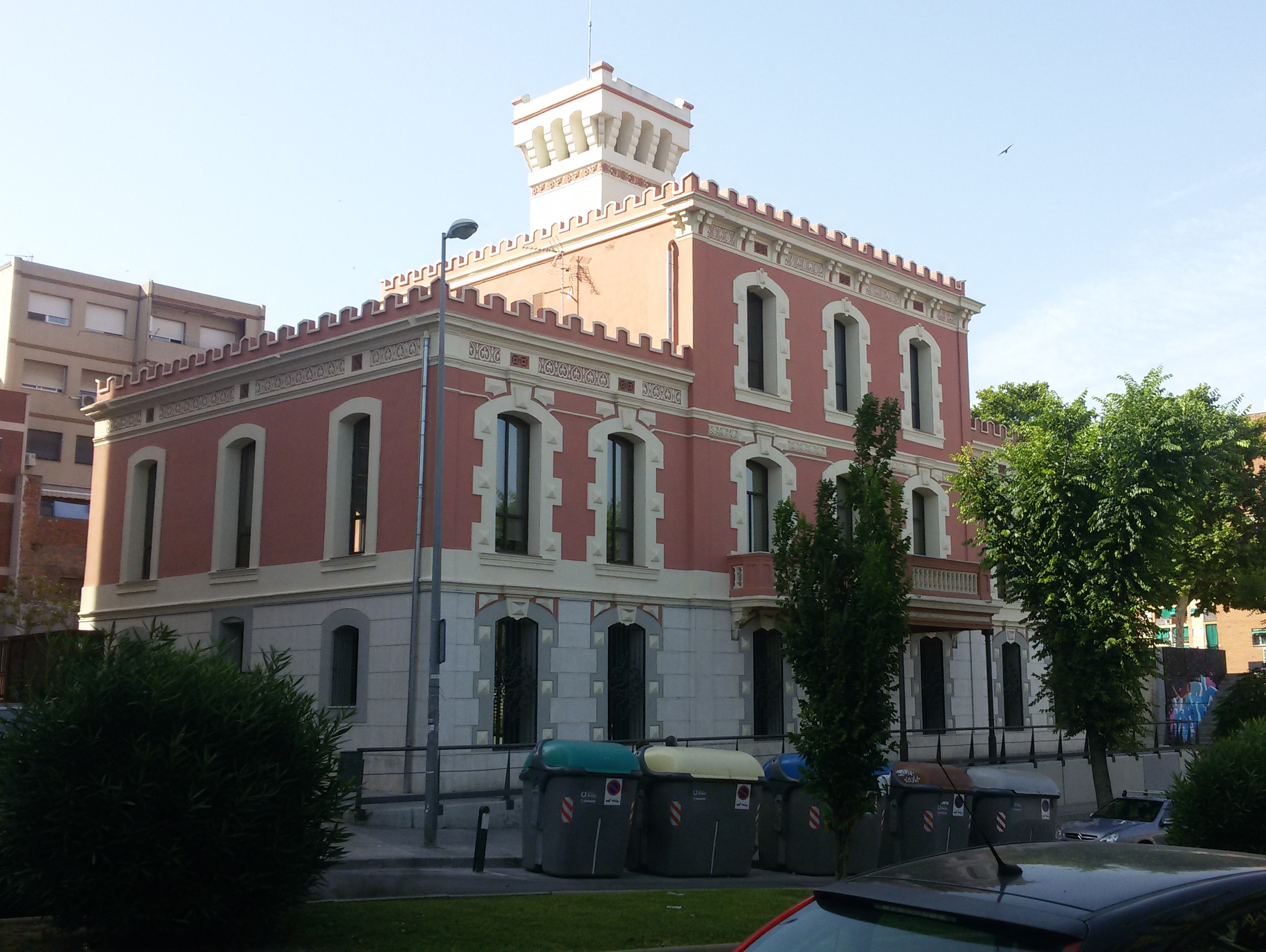
Torre Mena

A lo largo de los primeros años del siglo XX, los campos de cultivo fueron desapareciendo para dejar paso a las tejerías (bóbiles en catalán). Estos hornos de leña explotaban las tierras arcillosas de la zona, de un color rojizo muy característico.
Después de siglos de vida rural, la llegada de la inmigración aceleró los cambios en la zona. Los primeros inmigrantes se instalaron, sin permisos, en los terrenos más altos y construyeron sus viviendas con materiales muy modestos.
La gran explosión demográfica se produjo en el período de posguerra. La gente llegaba empujada por la necesidad y las esperanzas de encontrar trabajo en Cataluña. La opción de la autoconstrucción de la vivienda fue generalizada.
El Plan Urbanístico de 1967 consagra la edificabilidad del resto del barrio hasta entonces considerado zona rústica. Es esta la respuesta del Ayuntamiento a la presión especulativa ante la segunda inmigración.

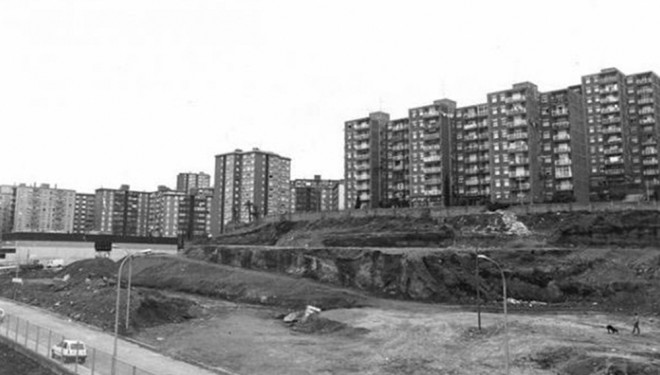
El Parque del Gran Sol antes de su urbanización en los años 70.

La historia de la evolución urbana del barrio es muy reciente. A medida que se acerca el año 1979 los movimientos asociativos crecen. Las principales aportaciones de estos movimientos fueron el PERI (Plan Especial de Reforma Interior), que consistió en la reducción de la construcción de las viviendas, preservando zonas verdes y equipamientos sociales. Un ejemplo de ello fue la paralización de la construcción de bloques de viviendas en el solar Gran Sol ante la contundente movilización y protesta vecinal. Actualmente, en este solar se ubica un extenso parque, el Parque del Gran Sol, teniendo allí su sede la Asociación de Vecinos de Sant Joan de Llefià-Gran Sol. Esta asociación fue galardonada el año 2003 con la Creu de Sant Jordi.
En el año 1999 se creó llefi@net «Xarxa Ciutadana de Llefià», un espacio de comunicación socio-tecnológico de las entidades y vecinos del barrio mediante el cual se da acceso al archivo histórico del barrio.

## Demografía
Tiene una población de 42.916 habitantes (2014), casi una quinta parte de los 217.424 habitantes de Badalona (2014), resultando una de las densidades de población más alta del área metropolitana de Barcelona. La población se distribuye de la siguiente forma: Sant Antoni, 15.436 hab. en 0,41 km²; Sant Mori, 15.002 hab. en 0,27 km²; y Sant Joan, 12.478 hab. en 0,25 km².

## Equipamientos culturales, sociales y deportivos
El barrio dispone de siete colegios de educación infantil y primaria (CEIP) y dos institutos de enseñanza secundaria (IES). Las infraestructuras culturales consisten en la Biblioteca Xavier Soto, inaugurada el 8 de junio de 2002, el Centro Cívico Torre Mena, el Casal Cívico de Llefià y el teatro Blas Infante. También hay equipamientos deportivos como el Polideportivo de Llefià, el campo de fútbol, una piscina, y diversos campos de baloncesto y de petanca.
Respecto a los servicios, Llefià dispone de dos Centros de Atención Primaria (CAP), una oficina de Benestar Social, una residencia de ancianos, una oficina de correos y una Oficina de Trabajo de la Generalidad.
Dentro del tejido asociativo cabe destacar las seis asociaciones de vecinos: AVV Juan Valera, AVV Sant Mori de Llefià, AVV Ronda Sant Antoni, AVV Sant Antoni de Llefià, AVV Sant Joan de Llefià-Gran Sol, AVV Sant Joan de Llefià Alt. Además en el barrio hay diversos centros regionales, AMPA de los centros de enseñanza, esplais, entidades culturales, entidades deportivas, movimientos de jóvenes, etc.

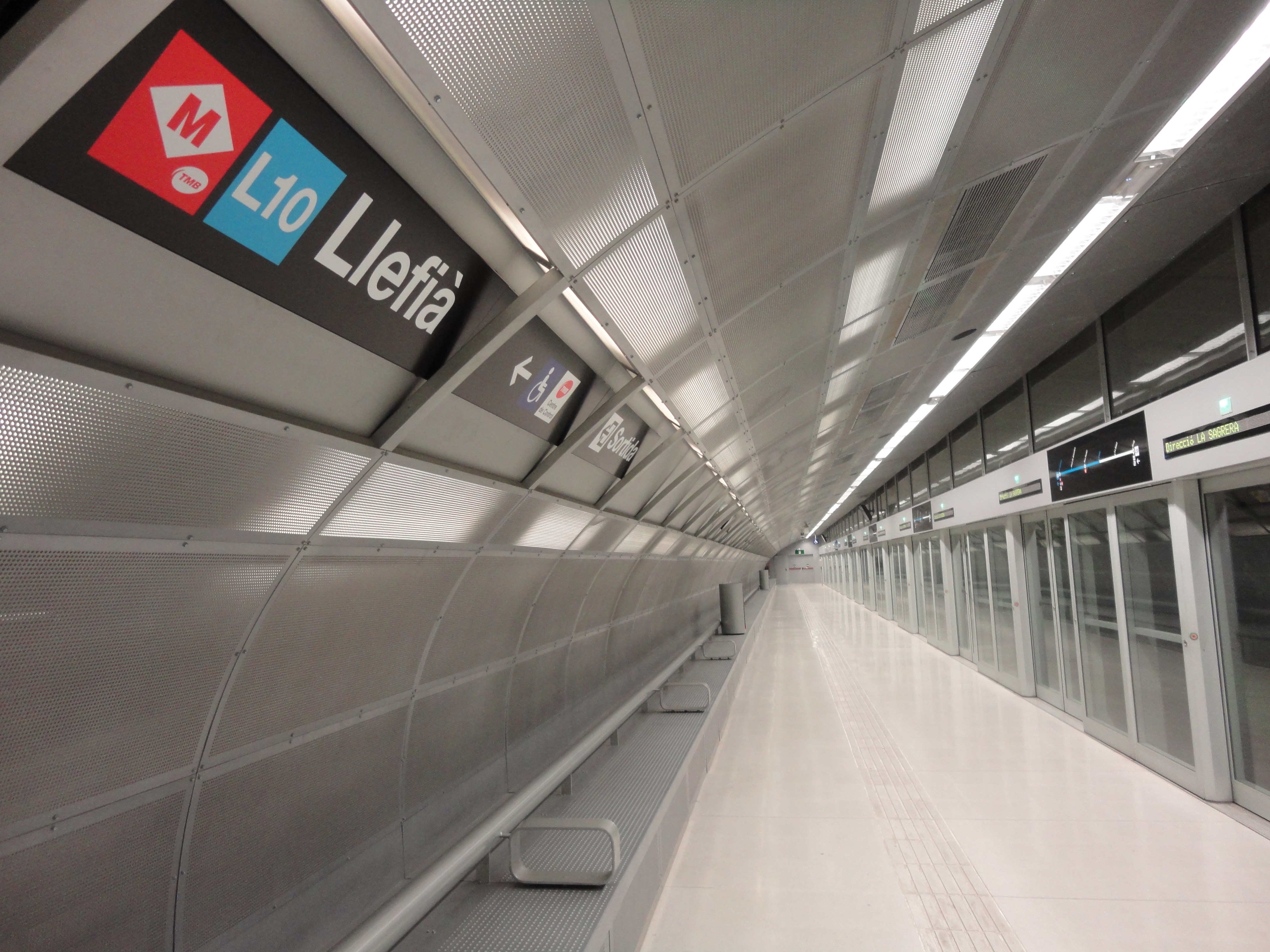
Llefià L10

## Otros datos
El 18 de abril de 2010 se inauguró la estación de Llefià de la línea 10 del suburbano metropolitano barcelonés.
Hay un mercado muy activo toda la semana.
Se celebran varias fiestas populares, siendo las principales en junio coincidiendo con las festividades de San Antonio y de San Juan.